# Whitslaid Tower
Whitslaid Tower ist die Ruine einer Niederungsburg (Tower House) hoch über dem Ostufer des Leader Water, etwa drei Kilometer südlich von Lauder in der schottischen Council Area Scottish Borders. Der Turm aus dem 16. Jahrhundert war über 300 Jahre lang der Sitz der Familie Lauder in der alten Grafschaft Berwickshire. In der Zeit der Feudalherrschaft gehörte das Anwesen zu einem losgelösten Segment des Baronats Renfrew. Die Ruine gilt als Scheduled Monument.

## Der Turm
Er steht auf einer plötzlichen Erhebung im Schatten alter Eschen und dahinter befindet sich ein flacher, offener Platz, der für einen Garten und die Büros an der Residenz des Landbesitzers in diesen alten, kriegerischen Zeiten, mit denen er verbunden ist, ausreichte. Ein alter Feldweg windet sich von der Erhebung in eine Klamm hinunter, die sich von Leader Water nach Norden erstreckt; die unmittelbare Umgebung des Turms ist von diesem aus zu überwachen. Die Mauern dieses Peels mit quadratischem Grundriss liegen heute in Ruinen. Das große Gewölbe im Erdgeschoss ist größtenteils unbeschädigt erhalten geblieben und die gerade Treppe in der Mauer führt immer noch zum 1. Obergeschoss. Die Decke des Gewölbes besteht aus gebrochener Grauwacke, die sich in Platten spaltet, die ohne große Raffinesse stumpf zusammengefügt sind. In den 1880er Jahren, als noch ein größerer Teil des Gebäudes intakt war, konnte man oben auf dem Turm eine quadratische Öffnung sehen, durch die man kochende Flüssigkeiten, wie geschmolzenes Pech, über die Köpfe der Angreifer schütten konnte. Die Hauptwohnräume befanden sich im 2. Obergeschoss und waren im 19. Jahrhundert noch unbeschädigt, ebenso wie das Dach. Beides ist nun eingestürzt. Etliche der Fundamentsteine sind riesige, unbehauene Felsbrocken, die von Ochsen dort hingeschleppt worden sein müssen. Die Nordseite wurde aus Feld- oder Flusssteinen errichtet, deren Kanten abgeschliffen sind, als wären sie vom Wasser gerollt oder von Gletschern geschliffen worden. Diese Seite ist heute stark verfallen und Bäume sind durch die Mauern gewachsen. Die meisten Steine des Gebäudes bestehen aus Grauwacke; einige der Ecksteine wurden herausgebrochen und die Verkleidungssteine der offenen Kamine und Fenster wurden gestohlen.
Der Turm hat eine rechteckige Grundfläche von 7,6 Metern × 5,1 Metern. Seine Wände sind durchschnittlich 2,1 Meter dick. Der Eingang befindet sich am Nordende der Ostmauer. Die Nordmauer des aus Bruchstein errichteten, ursprünglich mindestens dreistöckigen Gebäudes ist eingestürzt, die Obergeschosse sind verfallen.

## Aufzeichnungen über die Lauders von Whitslaid
Es gibt Bürgschaftsbriefe von Robert, Steward of Scotland (dem späteren König Robert II.), dem Earl of Strathearn und Baron von Renfrew, mit Zustimmung von John Steward, Earl of Carrick, seinem ältesten Sohn, die Alan de Lawedir, Kronpächter von Whytslade, ihrem Land- und Pachtbewahrer von Byrkynsyde, Ligeardwod (Legerwood), Morystoun (Morristown), Whytslade und Auldynstoun, im Sherifftum von Berwick-upon-Trent mit der Macht ausstatten, an jedem Ort, der den Herren genehm ist, Gericht zu halten, Verfehlungen zu bestrafen, Männern, die auf ihrem Land leben, ihre Freiheiten zurückzugeben usw., ebenso wie alle anderen Dinge zu tun, die zum Amt eines Bewahrers gehören, datiert auf den 16. Oktober 1369. Einer der Zeugen war Sir John des Lyle (oder d’Lisle), dessen Familie der Stoneypath Tower bei Garvald, aber in der Gemeinde Whittingehame, gehörte.
Zwei Jahre später, am 30. Juni 1371, wurden Alan de Lauder verschiedene Chartas bestätigt: In zweien hatte ihm Alano de Lawedre, Lord of Whitslaid, nochmals durch die Krone bestätigt, dass ihm die Ländereien von Whytslaid (wo er bereits als Feudalherr bestätigt war), Birkensyde, Legerwood und Morriston in Berwickshire und die Ländereien von Mertoun in Roxburghshire (an die Krone verwirkt von Alan le Suche) plus die Hälfte der Ländereien der Regality of Lauderdale und die Hälfte der Walkmühle in Lauder (an die Krone verwirkt von John Balliol) plus die Ländereien von Newbyggyng in der Konstablerei von Lauder mit allen Freiheiten und Zehnten davon gehörten. Die erste Charta war am Fest des Johannes des Täufers „in der alten Herrschaft Whitslade unterzeichnet“. Dies zeigt an, dass der Turm von Whitslaid damals schon alt war.
Robert Lauder of Whitslaid erscheint als Zeuge in einem notariellen Dokument von Sir Alexander Home of Home, unterzeichnet in Dryburgh am 21. Juni 1468.
Sir George Lauder of Whitslaid (später of Haltoun) und sein Bruder Alexander Lauder, Deputierter (und später Provost) von Edinburgh, waren „Seneschalls“ oder Stewarts von Kirkcudbright. Weiters gibt es eine Charta von Alexander Lauder of Haltoun, Knt., erstellt mit der Zustimmung von George Lauder of Quhitslaid (Whitslaid) (der in der Schlacht von Flodden Field fiel), seinem Sohn und designierten Erben, datiert auf den 21. Oktober 1506.
1565 verpflichtete ein Warrant unter the Signet den Sheriff von Berwick und seine Gehilfen, Gilbert Lauder of Quhitslaid († vor 1590), Richard Lauder of Lauder († Juni 1567) und William Lauder, Bruder des vorgenannten Gilbert, festzunehmen, die für den Mord an George Wedderat, Deputierter von Lauder, verantwortlich gemacht wurden, aber sich im Haus von „Quhitslaid“ verschanzt hielten, das sie befestigt hatten. Alexander Home, 5. Lord Home, wurde angewiesen, den Sheriff zu unterstützen. Gezeichnet in Edinburgh von Königin Mary und König Henry, 20. Oktober 1565.
Es ist im Register of the Privy Council of Scotland unter dem Datum 22. Februar 1572 aufgezeichnet, dass der Kers of Ferniehirst eine Streitmacht von Rebellen um sich gesammelt hätte, zusammen mit „Dieben und Gesetzlosen“ von den Scottish Borders. Eine Musterung von „verteidigungsfähigen Personen“ in bestimmten südlichen Grafschaften wurde in Jedburgh ausgerufen, um das Burgh zu verteidigen und zu schützen. Daraufhin wurde von zahlreichen Lairds und anderen, unter denen auch Gilbert Lauder of Whitslaid war, eine allgemeine Truppe ausgehoben.
In einem Dokument, das auf den 24. Juni 1662 datiert war, erklärte sich ein späterer Gilbert Lauder of Whitslaid damit einverstanden, laut James Wright, Schreiber in Edinburgh, eine Schuld von 400 Mark zu bezahlen. Sein Bürge in der ursprünglichen Verpflichtung, datiert auf den 3. Juli 1650, war „William Lauder of Gladswood, sein Bruder“.
1662 wurde eine Kommission verschiedener Personen beauftragt, über zwei Hexen in Lauder zu Gericht zu sitzen. Eine diese Personen war Gilbert Lauder of Whitslaid. Dieser Gilbert Lauder of Whitslaid scheint finanzielle Probleme gehabt zu haben und war gezwungen, sich zugunsten eines Rechtsanwaltes namens Mr John Peter von Whitslaid zu trennen. Der Turm war 1700 immer noch bewohnt.
Es gab noch ein weiteres Whitslaid bei Selkirk, das den Scotts gehörte.